# Psen
Psen ist eine Gattung der Grabwespen (Spheciformes) aus der Familie Crabronidae. Es sind weltweit 78 Arten bekannt, von denen 40 in der Paläarktis verbreitet sind. In Europa tritt nur Psen ater auf. Die Gattung ist weltweit, mit Ausnahme von Südamerika und Australien, verbreitet. Die Vorderflügel haben drei Submarginalzellen.

## Merkmale
Die verhältnismäßig großen und schwarzen Grabwespen haben einen längsgefurchten und seitlich und unterseits abstehend behaarten Hinterleibsstiel. Die glänzenden Pleuren des Mesonotums sind durch eine Naht abgetrennt. Zwischen den Fühlerbasen tragen die Tiere kleine Dornen oder eine Querleiste.

## Lebensweise
Bisher ist die Lebensweise von 14 Arten untersucht. Die Weibchen legen ihre Nester in Baumstümpfen oder abgestorbenen Bäumen, in verfestigtem Sand oder im Erdboden an. Manche Arten verproviantieren ihr Nest mit größeren Zikaden der Familien der Zwergzikaden (Cicadellidae) oder Blutzikaden (Cercopidae).

## Systematik
Psen ist die Nominatform der Tribus Psenini innerhalb der Unterfamilie Pemphredoninae.

## Belege